# Środek zaskarżenia
Środek zaskarżenia – środek prawny przysługujący stronie w celu zmiany orzeczenia rozstrzygającego sprawę na korzystniejsze dla siebie, czyli do zmiany bądź uchylenia  orzeczenia.

## Sytuacja w Polsce
Konstytucja gwarantuje każdej ze stron prawo do zaskarżenia orzeczeń i decyzji wydanych w pierwszej instancji (art. 78). Drogą do tego są właśnie środki zaskarżenia:
- wśród środków zaskarżenia w postępowaniu cywilnym wyróżnia się:
  - środki odwoławcze, dzielące się według kryterium dewolutywności:
    - zwyczajne zmierzają do uchylenia bądź zmiany orzeczenie poprzez postępowanie przed sądem wyższej instancji, podczas gdy
    - nadzwyczajne (skarga kasacyjna oraz skarga o stwierdzenie niezgodności z prawem prawomocnego orzeczenia) powodują działanie tego samego lub innego sądu, ale poza tokiem instancji.

  - pozostałe zwyczajne środki zaskarżenia dzieli się według kryterium restytucyjności:
    - sprzeciw od wyroku zaocznego i sprzeciw od nakazu zapłaty w postępowaniu upominawczym powodują ponowne rozpatrzenie sprawy zakończonej wydanym orzeczeniem,
    - zarzuty od nakazu zapłaty w postępowaniu nakazowym wywołują natomiast postępowanie kontrolne w celu zbadania zaskarżonego orzeczenia – w tym wypadku nakazu zapłaty w postępowaniu nakazowym.
- środki zaskarżenia w postępowaniu karnym obejmują:
  - środki odwoławcze:
    - nadzwyczajne (kasacja oraz skarga na wyrok sądu odwoławczego) i
    - zwyczajne,

  - inne zwyczajne środki zaskarżenia: sprzeciwy i quasi-sprzeciwy[1].
- nadzwyczajnym środkiem zaskarżenia wspólnym dla postępowania cywilnego i karnego jest od 2018 r. skarga nadzwyczajna[2].